# Club Sportivo Trinidense
Club Sportivo Trinidense is een Paraguayaanse voetbalclub uit de wijk Santísima Trinidad in de hoofdstad Asuncion. De club, bijgenaamd El Triqui, werd opgericht op 11 augustus 1935. De thuiswedstrijden worden gespeeld in het Estadio Martín Torres, dat plaats biedt aan 3.000 toeschouwers. De clubkleuren zijn blauw-geel. Dankzij de tweede plaats in de División Intermedia 2016 promoveerde de club naar de hoogste afdeling, de Liga Paraguaya.

## Erelijst
- División Intermedia

Kampioen: 2009
Runner-up: 1993, 2006, 2016
12 de Octubre ·
Cerro Porteño ·
General Díaz · 
Guaireña ·
Guaraní ·
Libertad ·
Nacional ·
Olimpia ·
River Plate ·
San Lorenzo ·
Sol de América ·
Sportivo Luqueño